# Babson-opgaven
Babson-opgaven er en skakopgave, som opstiller følgende krav: "Hvid trækker og sætter sort mat i N træk mod ethvert forsvar", idet følgende yderligere regler gælder for spillet:
1. Hvid gør sit første træk.
2. Sort forsvarer sig ved at forvandle en bonde til dronning, tårn, løber eller springer.
3. Hvid svarer ved i sit næste træk ligeledes at forvandle en bonde til samme officer, som sort valgte, dvs. til henholdsvis dronning, tårn, løber eller springer (hvis sort altså forvandlede til et tårn, gør hvid det samme og så videre). Ingen anden forvandling (eller noget andet træk af hvid) må føre til mat i det fastsatte antal træk eller tidligere.

Opgaven er opkaldt efter den første person, der spekulerede over muligheden for at løse et sådant problem, Joseph Ney Babson. Det betragtes som en af de største udfordringer for en komponist af skakopgaver at udtænke et problem, som løser Babson-opgaven tilfredsstillende, og i omkring et halvt århundrede blev opgaven anset for at være noget nær umulig at fremstille i den form, en skakopgave fordrer.
Teknisk set kan opgaven betragtes som en form for fireforvandling med modsvarende forvandling for de sorte og hvide brikker (en fireforvandling er et problem, der på et tidspunkt i løsningen indeholder forvandling til hver af de fire mulige officerer – sådan problemer var allerede blevet komponeret, før Babson udtænkte sin opgave).

## Forgængere til Babson-opgaven
Denne opgave fra 1912 af Wolfgang Pauly er en trekvart løsning af Babson-opgaven — tre af sorts forvandlinger kan eftergøres af hvid, som derpå trækker og sætter mat i fire træk:
Nøgletrækket er 1.b3, hvorefter der er følgende muligheder:
1... a1D 2. f8D Db2 3. Da8 Dxc1 4. Df3 mat
1... a1T 2. f8T (2. f8D? a2 3. Df6 pat) a2 3. Tf6 Kxh4 4. Th6 mat
1... a1S 2. f8S a2 3. Sg6 Sxb3 4. Sf4 mat
Det er imidlertid ikke en fuld Babson-opave, fordi 1... a1L 2. f8L ikke giver resultat. Hvid må i stedet spille 2. f8D med tilsvarende spil som ovenfor.

## Babson-opgaver med selvmat
De tidligste Babson-opgaver er alle sammen udformet som selvmatter – dvs. hvor hvid, som trækker først, mod sin vilje må tvinge sort til at sætte sig mat i et fastlagt antal træk. I 1914 offentliggjorde Babson selv en selvmat, som løste opgaven, omend det var tre forskellige hvide bønder, som blev forvandlet. Den første selvmatopgave, hvor en enkelt sort og en enkelt hvid bonde blev forvandlet, var udarbejdet af Henry Wald Lettmann og vandt førstepræmie i Babson Task Tourney 1925-26.
Nøgletrækket i Lettmanns opgave (til højre) er 1.a8=L, hvorefter spillet fortsætter (~ betegner et hvilket som helst træk med den angivne brik):
1...fxg1=D 2. f8=D
2... Dxf1/Dxc5 3.b5 Dxb5#
2... D-any 3.~ xD Txa6#
1...fxg1=T 2. f8=T T- ~ 3. ~ xT Txa6#
1...fxg1=L 2. f8=L L- ~ 3. ~ xL Txa6#
1... fxg1=S 2. f8=S S- ~ 3. ~ xS Txa6#
Denne opgave blev efterfulgt af et antal andre Babson-opgaver med selvmat, hvor en bonde af hver farve gennemførte alle forvandlingerne.

## Babson-opgaver med almindelig matsætning
At komponere en Babson-opgave som et almindeligt skakproblem, (hvor hvid trækker først og skal sætte sort mat i et fastsat antal træk til trods for, at sort udnytter enhver mulighed for at forhindre det) ansås for at være så vanskeligt, at næsten ingen forsøgte det før i 1960'erne, da Pierre Drumare begyndte sit arbejde med problemet.  Det kom til at optage ham i de næste omkring tyve år. Det lykkedes ham at komponere en Babson-opgave ved at bruge natryttere (en særlig brik fra kunstskak, som bevæger sig som en springer, men som kan foretage ethvert antal spring i springerens gangart i samme retning i et træk) i stedet for almindelige springere. Han fandt det nemlig især vanskeligt at klare opgaven med en almindelig springer, eftersom den har en begrænset rækkevidde, så det er vanskeligt at retfærdiggøre, at hvid forvandler til en springer, blot fordi sort gør det helt ovre på den modsatte side af brættet.
Da det endelig lykkedes Drumare at frembringe en løsning med almindelige brikker i 1980, blev resultatet anset som stærkt utilfredsstillende, også af Drumare selv. Det er en opgave med mat i fem træk, første gang offentliggjort i Memorial Seneca, 1980:
Nøgletrækket er 1.Tf2, hvorefter sort slår på b1, hvilket hvid besvarer med slag på g8.
Stor effektivisering og økonomisering med brikkerne anses for at være blandt de afgørende kriterier ved bedømmelse af  skakproblemer, men Drumares forsøg opfylder ikke disse. I opgavens udgangsstilling er der hele 30 brikker på brætter. Desuden er der i udgangsstillingen allerede seks forvandlede brikker (hvor selv en enkelt forvandlet brik anses for at være noget af et "snyderi" i et skakproblem), hvilket under alle omstændigheder ikke er tilladt, fordi stillingen ikke kan opstå ved normalt spil (en de hvide f-bønder må have foretaget et slag, og de hvide og sorte b- og c-bønder må hver have slået to gange, så der i alt er slået tre brikker – men der mangler kun to brikker på brættet. Til trods for alle disse kvalitetsmangler, er stillingen det første eksempel på en fuldstændig løsning af Babson-opgaven.
I 1982, to år efter at have komponeret dette skakproblem, opgav Drumare og udtalte, at Babson-opgaven nok aldrig ville finde en tilfredsstillende løsning.

Det følgende år fremkom Leonid Yarosh, en fodboldtræner fra Kazan, der indtil da var stort set ukendt som problemkomponist, med en langt bedre løsning på Babson-opgaven end Drumares – hans stilling er lovlig, den er meget enklere end i Drumares løsning, og der er ingen forvandlede brikker på brættet. Den blev første gang offentliggjort i det berømte russiske skaktidsskrift Shakhmaty v SSST i marts 1983 og anses i almindelighed for at være den første tilfredsstillende løsning af Babson-opgaven. Drumare selv udtrykte stor ros af den. Det er en matsætning i fire træk:
Nøgletrækket er 1.Txh4, og de vigtigste mulige fortsættelser er:
cxb1D 2.axb8D Dxb2 (2... De4 3.Dxf4 Dxf4 4.Txf4 mat) 3.Db3 Dc3 4.Dxc3#
cxb1T 2.axb8T Txb2 3.Tb3 Kxc4 4.Txf4 mat
cxb1L 2.axb8L Le4 3.Lxf4 Lxh1 4.Le3 mat
cxb1S 2.axb8S Sxd2 3.Sc6+ Kc3 4.Tc1 mat

Yaroshs opgave har imidlertid også et lille problem – nøgletrækket er et slag, hvilket i almindelighed ikke gerne ses i skakopgaver. I Yaroshs første udgave af opgaven var brikken på h4 desuden en bonde, men en komputeranalyse opdagede en løsning yderligere i den opstilling (med 1.axb8S), hvilket ikke forekommer, når der i stedet indsættes en springer på h4. Til trods for disse svagheder beretter den hollandske udgiver Tim Krabbé, at da han så denne version i den sovjetiske publikation ´64´, og det gik op for ham, at nogen endelig havde løst Babson-opgaven, virkede det på ham, som hvis han havde " ... åbnet en avis og set overskriften: Formålet med livet er fundet."
Yarosh arbejdede videre med opgaven og fremkom i Shakhmaty v SSST i august 1983 med en forbedret version af den, hvor nøgletrækket ikke var et slag. Det betragtes almindeligt blandt skakproblemister som en af de største skakopgaver, der nogensinde er komponeret. Igen er der mat i fire træk:
Nøgletrækket her er som nævnt ikke et slag og er tematisk, dvs. logisk forbundet med løsningen i øvrigt: 1.a7. Løsningsvarianterne er i det store og hele de samme som i den oprindelige opgave:
axb1D 2.axb8D Dxb2 (2... De4 3.Dxf4 Dxf4 4.Txf4 mat) 3.Dxb3 Dc3 4.Dbxc3 mat
axb1T 2.axb8T Txb2 3.Txb3 Kxc4 4.Da4 mat
axb1L 2.axb8L Le4 3.Lxf4 Lxa8 4.Le3 mat
axb1S 2.axb8S Sxd2 3.Dc1 Se4 4.Sc6 mat
Yarosh komponeret en helt anderledes løsning til Babson-opgaven i 1983 og endnu en i 1986. Siden da er der fremkommet adskillige andre løsninger på Babson-opgaven fra andre problemkomponister.

## Den cykliske Babson-opgave
Det tyske problemtidsskrift Die Schwalbe bragte i sin udgave fra august 2003 opgaven til højre, en mat i fire træk af skakproblemisten Peter Hoffmann. Hoffmann havde tidligere offentliggjort et antal Babson-opgaver med konventionel matsætning, men denne udmærker sig ved at være den første cykliske Babson-opgave. Fordringen i en cyklisk opgave er ændret, så i stedet for, at sorts forvandling eftergøres direkte af hvid, følger forvandlingen et cyklisk skema: Hvis sort forvandler til dronning, skal hvid forvandle til en løber, hvis sort forvandler til en løber, skal hvid forvandle til et tårn, hvis sort forvandler til et tårn, skal hvid forvandle til en springer, og endelig hvis sort forvandler til en springer, skal hvid forvandle til en dronning.
Nøgletrækket er 1.Sxe6, som truer med 2.hxg8D og 3.Df7#. Det tematiske forsvar er:
1...d1D 2.hxg8L (2.hxg8D? Dd7+ 3.Lxd7 er pat), truer med 3.c4+ ~dronningetræk  4.LxD#
2...Dd7+ 3.Lxd7 Kxg6 4.Txh6#
2...Dxc1 3.Txg5 (trussel: 4.Tf5#) hxg5 4.Dh8#
1...d1L 2.hxg8T (2.hxg8D? pat) Kxe6 3.Td8 3.Kf6 Td6#
1...d1T 2.hxg8S (2.hxg8D? Td4+ 3. c4 pat) Kxe6 3.Dxe2+ ~kongetræk 4.De5#
1...d1S 2.hxg8D Sxb2+ 3.Kb5(Lxb2) og 4.Df7#
Der er et antal sidevarianter til ovennævnte.
Som det var tilfældet med Drumares oprindelige Babson-opgave, bruger denne også forvandlede brikker og har et nøgletræk, som er et slag af en brik, men den er alligevel bemærkelsesværdig ved at være den første offentliggjorte cykliske Babson-opgave.
I udgaven af Schach fra september 2005 fremkom den første cykliske løsning på Babson-opgaven, som var uden forvandlede brikker i udgangsstillingen. Igen var Peter Hoffmann komponist af opgaven.